# Tbilisica abdurachimovi
Tbilisica abdurachimovi är en insektsart som beskrevs av Dubovsky 1966. Tbilisica abdurachimovi ingår i släktet Tbilisica och familjen dvärgstritar. Inga underarter finns listade i Catalogue of Life.